# Arcicóllar
Arcicóllar è un comune spagnolo di 833 abitanti situato nella comunità autonoma di Castiglia-La Mancia.